# Dick Jackson
Dick Jackson (sinh năm 1878) là một cầu thủ bóng đá người Anh từng thi đấu cho Middlesbrough và Sunderland ở vị trí trung vệ và sau đó là huấn luyện viên của đội bóng Anh Darlington từ năm 1912 đến năm 1919.